# 1788 Kiess
1788 Kiess este un asteroid din centura principală, descoperit pe 25 iulie 1952, de Goethe Link Obs..